# Horstdorf
Horstdorf è una frazione della città tedesca di Oranienbaum-Wörlitz.